# Calliphora montevidensis
Calliphora montevidensis este o specie de muște din genul Calliphora, familia Calliphoridae. A fost descrisă pentru prima dată de Jacques-Marie-Frangile Bigot în anul 1877.
Este endemică în Uruguay. Conform Catalogue of Life specia Calliphora montevidensis nu are subspecii cunoscute.